# بوسه هوایی

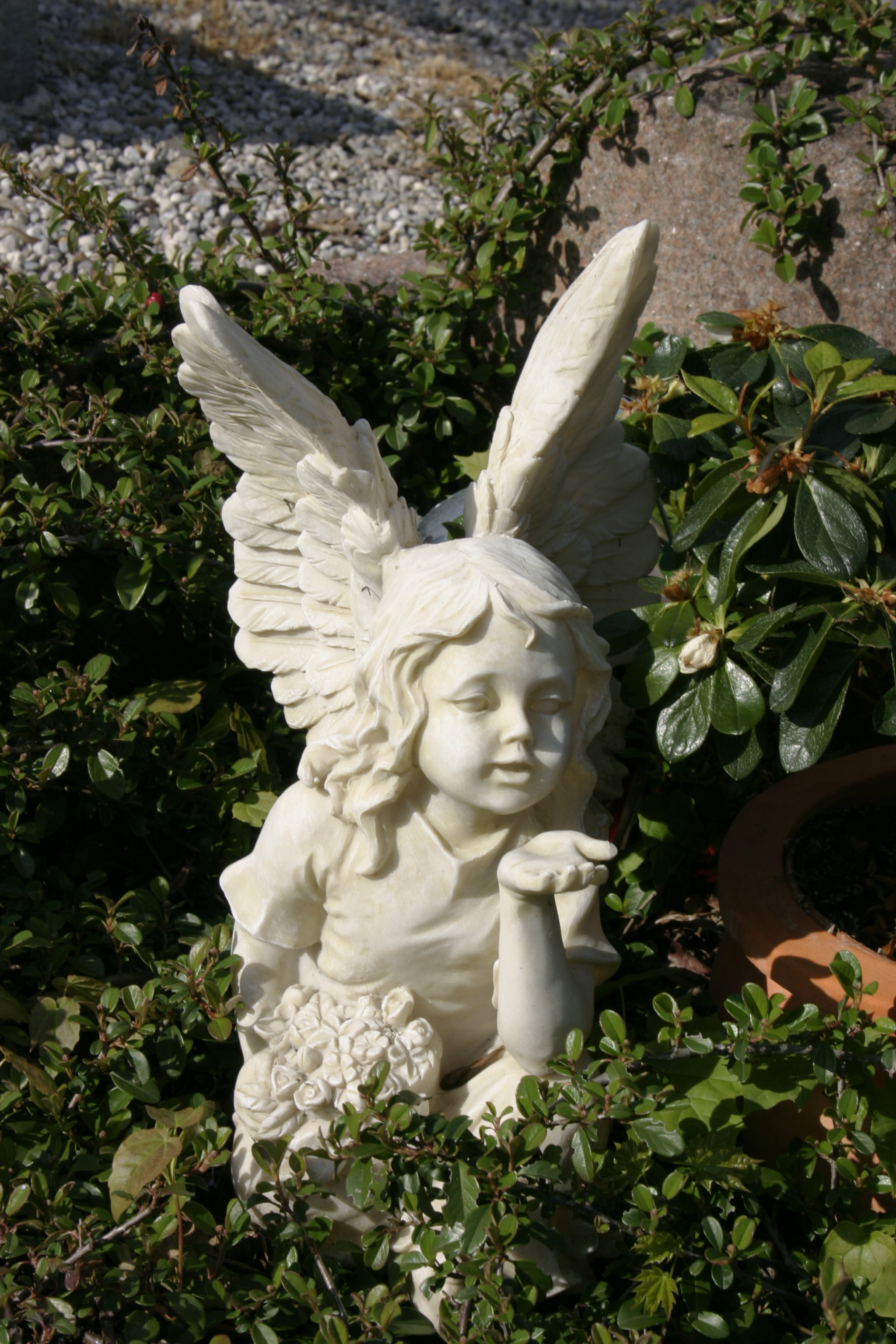
بوسه هوایی

فرانچسکو توتی در حال ارسال بوسه هوایی در جام ملت‌های اروپا ۲۰۰۰.

بوسه هوایی یک نوع تشریفات یا یک ژست اجتماعی است که معنی‌اش اساساً با انواع دیگر بوسیدن یکی است. در بوسه هوایی لب‌ها چنان نشان داده می‌شوند که کسی را می‌بوسند، بدون این‌که بدن طرف متقابل را لمس کنند.